# Cytheropteron caudatum
Cytheropteron caudatum is een mosselkreeftjessoort uit de familie van de Cytheruridae. De wetenschappelijke naam van de soort is voor het eerst geldig gepubliceerd in 1894 door Lienenklaus.